# Armin B. Cremers

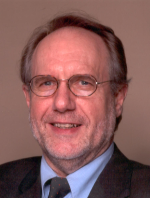
Armin B. Cremers

Armin Bernd Cremers (* 7. Juni 1946 in Eisenach) ist ein deutscher Mathematiker und Informatiker.

## Leben und Wirken
Armin B. Cremers studierte an der Universität Karlsruhe Mathematik, Physik  und Operations Research. Nach dem Diplom (1971) und der Promotion (1972) habilitierte er sich 1974 in Karlsruhe für Informatik. 1973 folgte er einer Einladung von Seymour Ginsburg an die University of Southern California (USC), Los Angeles, wo er bis 1976 als Assistant Professor wirkte. Mit Ginsburg entwickelte er Grammar Forms, einen neuen Formalismus für grammatikalische Familien. 1976 kehrte er nach Deutschland zurück und wurde auf den Lehrstuhl für Informationssysteme der Universität Dortmund berufen, den er bis 1990 innehatte. Gleichzeitig war er als Gastprofessor weiterhin an der USC tätig, wo er gemeinsam mit Thomas N. Hibbard das Projekt Data Spaces: Theory and Applications leitete.
An der Universität Dortmund war Cremers Dekan des Fachbereichs Informatik sowie seit Anfang 1985 Prorektor für Forschung und in dieser Position mit zuständig für den Aufbau des Technologiezentrums Dortmund. Er war Initiator und Sprecher des Zentrums für Expertensysteme Dortmund sowie des NRW-Forschungsverbundes Künstliche Intelligenz. Einen Ruf zur Rückkehr nach Los Angeles lehnte er ab. Von 1988 bis 1996 war Cremers Mitglied des Aufsichtsrates der Gesellschaft für Mathematik und Datenverarbeitung (GMD).
Seit 1990 ist er Professor für Informatik an der Universität Bonn. Von Bonn aus hat er grundlegende Beiträge zur Künstlichen Intelligenz und Robotik (mit Wolfram Burgard, Dieter Fox und Sebastian Thrun) sowie zur Entwicklung des Software Engineering, insbesondere im Bauwesen, und der Informationssysteme, insbesondere in den Geowissenschaften, geleistet. Mit Matthias Jarke gründete er 2002 das Bonn-Aachen International Center for Information Technology (B-IT) und leitete dieses als wissenschaftlicher Direktor seitens der Universität Bonn bis Juli 2014. Von 2004 bis 2008 war Cremers Dekan der Mathematisch-Naturwissenschaftlichen Fakultät und von April 2009 bis Juli 2014 Prorektor für Planung und Finanzen. Er ist Mitglied mehrerer Kuratorien und Beiräte sowie Vorsitzender des Hochschulrates der Universität Koblenz-Landau.